# Emalleville
Emalleville é uma comuna francesa na região administrativa da Normandia, no departamento de Eure. Estende-se por uma área de 4,17 km². Em 2010 a comuna tinha 533 habitantes (densidade: 127,8 hab./km²).